# (4506) Hendrie
(4506) Hendrie es un asteroide perteneciente al cinturón de asteroides, descubierto el 24 de marzo de 1990 por Brian G. W. Manning desde el Stakenbridge Observatory, Kidderminster, Reino Unido.

## Designación y nombre
Designado provisionalmente como 1990 FJ. Fue nombrado Hendrie en honor al astrónomo aficionado británico Michael J. Hendrie.

## Características orbitales
Hendrie está situado a una distancia media del Sol de 2,883 ua, pudiendo alejarse hasta 2,917 ua y acercarse hasta 2,848 ua. Su excentricidad es 0,011 y la inclinación orbital 3,004 grados. Emplea 1788 días en completar una órbita alrededor del Sol.

## Características físicas
La magnitud absoluta de Hendrie es 12,6. Tiene 8,754 km de diámetro y su albedo se estima en 0,269.